# MC Sniper
MC Sniper（エムシー・スナイパー、엠씨 스나이퍼　本名：金正儒（김정유, キム・ジョンユ）1979年2月8日生まれ - ）は韓国のヒップホップMCである。

## 概要
- 身長172センチ、体重76キロ。血液型はB型。
- 2004年にSniper Soundというレーベルを設立した。
- SniperというMCネームの由来は、自分の音楽にメッセージを重視し、そのメッセージでリスナーの心臓を貫くという意味からである。

## 日本との関係
- 彼がラッパーを志すきっかけとなったのは1996年、日比谷野外音楽堂で開催された伝説的なヒップホップ・イベント、さんぴんCAMPの映像を見たことからである。
- セカンドアルバム『初行』で、坂本龍一が作曲した「シェルタリング・スカイ」（ピアノバージョン）にラップをかぶせた「Baby Don't Cry」を発表した。
- 日本では坂本龍一のシングル『アンダークールド』をフィーチャリングしたことで一躍有名になり、坂本の薦めもあって日本で彼のアルバムも発売された。

## ディスコグラフィ
- 第1集 So Sniper...（2004年2月25日）
- 第1.5集 MC Sniper Limited Edition（日本では未発売）
- 第2集 初行（초행、チョヘン） （2004年2月25日）
- 第3集 Be In Deep Grief （2004年8月18日）
- 第4集 How Bad Do U Want It?（2007年、日本では未発売）
- Single For You（2007年、日本では未発売）
- 第5集 Museum（2009年、日本では未発売）
- デジタルシングル 2010 Snipersound ＃1(2010年、日本では未発売)
- デジタルシングル 2010 Snipersound ＃3(2010年、日本では未発売)
- Single Break Away (2011年、日本では未発売)
- 第6集 Full Time (2012年、日本では未発売)

発売日は、いずれも日本でのものである。

## カラオケで歌える曲
DAM
- BK Love 3003-19
- 松よ松よ青い松よ 3319-85
- 韓国人 4959-38
- Gloomy Sunday 1573-35
- 春よ来い 4596-98
- For You 7428-50

ジョイサウンド
- BK Love 50862
- Gloomy Sunday 153402
- 春よ来い 85081
- 魔法の城 68164